# Assiniboine

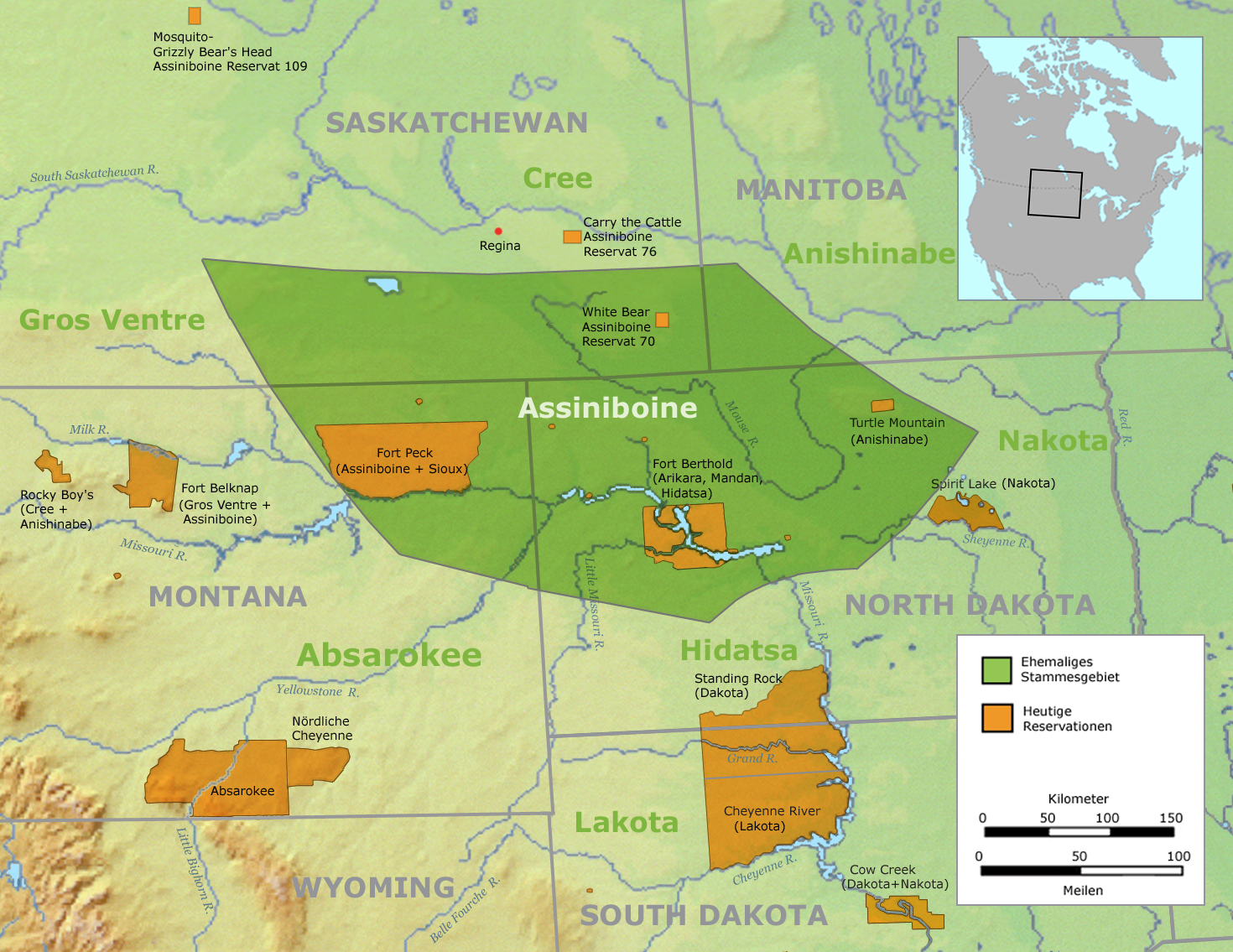
Ehemaliges Stammesgebiet der Assiniboine und heutige Reservate in Montana (USA) und Saskatchewan (Kanada)

Die Assiniboine (Aussprache: Assinabeun) sind ein Volk der Indianer Nordamerikas, die historisch zum Kulturareal der Prärie-Indianer gerechnet werden. Sie lebten ursprünglich als reine Jäger und Sammler und sprechen eine Sioux-Sprache, die sehr nah mit dem Idiom der Yanktonai-Sioux verwandt ist, von denen sie sich vor 1640 abspalteten. Das Wort Assiniboine leitet sich sowohl vom Anishinabe-Wort Asiniibwaan als auch vom Cree-Wort Asini Pwat (oder Asini Pwat-sak – Plural) her und bedeutet ungefähr: „Jene Sioux (‚Feinde‘), die auf Steinen kochen“ – die Fremdbezeichnung übernahmen sie als Spitznamen und nannten sich Assseeneepoituc. Sich selbst nannten die Assiniboine hingegen Nakonabi (Singular: Nakona – ‚Freundliches Volk‘, ‚Verbündete‘, ‚Alliierte‘), in Kanada werden sie Stoney genannt (dies führt oft zur Verwechslung mit den Stoney, die auch Nakoda genannt werden).

## Wohngebiet
Vor der Unterwerfung durch die Weißen lebten die Assiniboine im Osten westlich von York Factory an der südwestlichen Küste der Hudson Bay, Lake Nipigon, Ontario, und des Lake Superior (Oberer See) bis in die Rocky Mountains (in Assiniboine: In-yan-he-tonga – ‚Große Berge‘) des westlichen Alberta und des östlichen British Columbias. Hierbei dominierten sie Mitte des 18. Jahrhunderts und Anfang des 19. Jahrhunderts die kanadischen Prärieprovinzen (den Südosten Saskatchewans, Südwesten Manitobas sowie den Osten Albertas) und lebten in den Tälern des Saskatchewan Rivers und des Assiniboine Rivers (in Assiniboine: Hohe Wakpa – ‚Fluss der Rebellen‘, d. h. der Assiniboine). Im Süden beherrschten sie die amerikanischen Plains bis zum Milk River und Missouri River im Nordosten Montanas und Nordwesten North Dakotas in den USA. Im Norden streiften und wanderten sie bis in die Prärie-, Wald- und Seengebiete der borealen Wälder entlang des Athabasca, McLeod und North Saskatchewan River. Zudem dominierten sie die Handelsrouten zu den Handelsposten der Hudson’s Bay Company entlang des Hayes, Nelson und Churchill River. Die Assiniboine waren eng mit den Plains Cree und Plains Ojibwa verbündet, mit denen sie gemeinsam die Cree-Konföderation (Cree: Nehiyaw-Pwat, Nehiyawak – ‚Plains Cree‘, Asini Pwat – ‚Assiniboine‘) bildeten und fast ständig im Krieg gegen die verwandten Sioux (Lakota, Nakota und Dakota), die Blackfoot, Sarcee und Gros Ventre lagen.

## Stammesgebiete, regionale Stammesgruppen und Lebensweise
Die Unterscheidung zwischen Woodland Assiniboine / Woods / Bush Assiniboine („Assiniboine der Wälder bzw. des Buschlandes“) – bzw. auf Grund der geographischen Lage ihrer Stammesgebiete auch als Northern Assiniboine („Nördliche Assiniboine“) bezeichnet – und den südlich von ihnen lebenden Plains Assiniboine („Assiniboine der Plains (Ebenen)“) – bzw. Southern Assiniboine („Südliche Assiniboine“) – war wie bei den eng verwandten Stoney primär eine ökologische und geographische.
Die Woodland Assiniboine bewohnten die borealen Wald- und Seen-Regionen westlich der Rainy Lake-Lake-of-the-Woods-Region im Südwesten Ontarios und Südosten Manitobas bis zum Churchill River, Nelson River und Hayes River im Nordosten Manitobas. Westwärts erstreckte sich ihr Stammesgebiet entlang des Saskatchewan River bis zu den Oberläufen des Athabasca, McLeod sowie zwischen dem North Saskatchewan River und den Eagle Hills südlich des Battle Rivers im mittleren Alberta und westlichen Saskatchewan. Die Woodland Assiniboine lebten vom Frühjahr bis Frühherbst vom Fischen, Fallenstellen und der Jagd auf Wasservögel, Kleinwild (Bibern, Bisamratten, Stachelschweinen) sowie auf Großwild (Wapitihirsche, Dickhornschafe und Schneeziegen), ergänzt durch das Sammeln von Früchten, Beeren und Wurzeln. Die Woodland Assiniboine kontrollierten zudem die Handelsrouten entlang der Flussläufe des Hayes, Nelson und des Churchill River. Südliche Bands der Woodland Assiniboine, die entlang des North Saskatchewan und Battle River lebten, zogen oft in die Aspen Parklands genannten Waldsteppen-Gebiete, die ein Übergangsgebiet zwischen Plains und borealem Wald darstellen, sowie auf die angrenzenden Plains im Süden, um dort zusammen mit ihren Stammesverwandten, den Plains Assiniboine, auf Bisonjagd zu gehen. Im Gegensatz zu den Plains Assiniboine besaßen die Woodland Assiniboine sehr wenige oder keine Pferde und unternahmen daher alle Wanderungen zu Fuß oder per Kanu.
Die Plains Assiniboine lebten vom Red River of the North im Osten, westwärts entlang des Assiniboine und Qu’Appelle River, zwischen dem North und South Saskatchewan bis zum Red Deer River. Die Plains Assiniboine jagten im Gegensatz zu ihren nördlichen Stammesverwandten meist nur Großwild (Dickhornschafe, Hirsche, Elche, Präriebisons), ergänzten ihre Nahrungsbasis ebenfalls durch Bisamratten, Stachelschweine und Biber sowie durch das Sammeln von Früchten, Beeren und Wurzeln. Da die Plains Assiniboine zudem weit mehr Pferde besaßen als ihre nördlichen Verwandten, waren sie mobiler und glichen sich der Lebensweise auf den Plains immer mehr an. Als Ende des 18. und Anfang des 19. Jahrhunderts viele Plains Assiniboine die Flussläufe des Assiniboine und Qu’Appelle Rivers verließen und weiter nach Süden sowie Südwesten auf die nordwestlichen und nördlichen Plains zogen, wurde die Bisonjagd bald die Hauptquelle für den Nahrungserwerb. Die meisten Bands streiften nun im Westen zwischen den Cypress Hills im Süden der kanadischen Provinzen Saskatchewan und Alberta und den Little Rocky Mountains (auch Little Rockies genannt) entlang des Missouri River bis zum Musselshell River, dann über die Plains bis zur Mündung des Powder River in den Yellowstone River, ostwärts entlang des nördlichen Ufers des Yellowstone bis zu dessen Mündung in den Missouri. Das Gebiet erstreckte sich dann den Missouri flussabwärts bis zur Mündung des White Earth River sowie nordwärts entlang des westlichen Ufers des White Earth bis zu den Sweet Grass Hills in den Plainsgebieten von Montana und North Dakota. Wichtige Jagdgründe waren zudem die Flusstäler des Milk River, Poplar River und Souris River (in den USA Mouse River genannt) im Osten. Im Gegensatz zu benachbarten Plains-Stämmen blieb der Fisch weiterhin für die Plains Assiniboine eine bedeutende Nahrungsquelle – zudem galten sie unter benachbarten Stämmen sowie bei weißen Händlern und Militärs als regelrecht pferdearm und wurden daher zu gefürchteten und geschickten Pferderäubern, um weiterhin auf den Plains erfolgreich auf Jagd gehen zu können sowie sich militärisch gegenüber anderen Stämmen zu behaupten.

## Geschichte

### Erste Kontakte zu europäischen Händlern und Bündnis mit den Cree

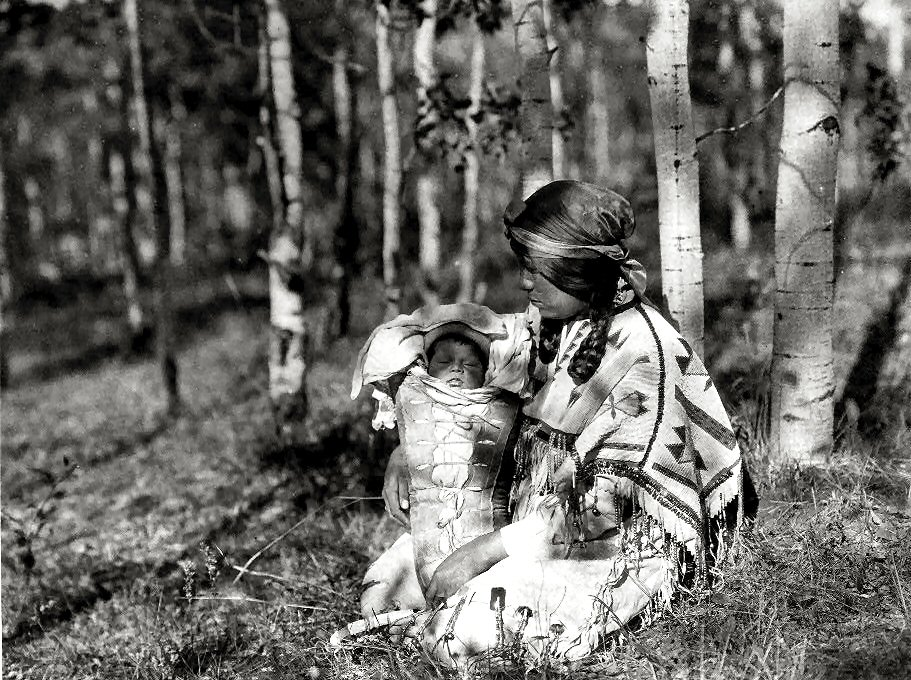
Frau der Assiniboine mit Kind, Edward Curtis, 1928

Schon vor dem ersten Kontakt mit den Weißen hatten sich die damals noch in den borealen Wald- und Seengebieten zwischen Rainy Lake, Lake of the Woods und den südlichen Lake Manitoba und Lake Winnipeg (in Assiniboine: Mi-ni-tonga – ‚Großes Wasser‘) lebenden Assiniboine von den Wazikute (‚Shooters Among the Pines‘) der Upper Yanktonai abgespaltet und wurden von den Europäern im Gegensatz zu den Dakota (‚Südliche Nakoda‘) in Minnesota als Nördliche Nakoda bezeichnet. Diese südöstlichen Assiniboine-Gruppen lebten vom Fischfang, der Jagd auf Vögel und Wild, dem Anbau von Feldfrüchten sowie der Ernte von Wildreis. Nachdem die Franzosen und Engländer Anfang des 17. Jahrhunderts erste Handelsposten im Gebiet der Großen Seen sowie entlang der Hudson Bay errichtet hatten, waren diese Gruppen der Assiniboine ab 1650 die ersten unverzichtbaren Mitspieler im Pelzhandelsnetzwerk der Odawa (Adawe – ‚Händler‘) und Franzosen der westlichen Großen Seen. Da die Franzosen bestrebt waren, den Pelzhandel mit den Assiniboine zu erweitern, errichtete Daniel Greysolon Dulhut 1678 einen Handelsposten am Lake Nipigon.
Jedoch hatten Swampy Cree und Woodland Cree, die nördlich der Assiniboine entlang der südlichen Hudson Bay und James Bay wohnten, bereits früher Kontakt zu den europäischen Händlern und deren Produkten (Eisenwaren, Waffen, Munition, Perlen). Besonders als 1670 die Hudson’s Bay Company mitten in deren Gebiet die Handelsstation York Factory errichtete, hatten die Cree einen unmittelbaren militärischen Vorteil gegenüber den benachbarten Stämmen, den sie gegenüber den südlich lebenden Assiniboine ausspielten. Bereits von Feinden im Osten (Ojibwa) und im Süden (Dakota) umgeben, verbündeten sich die Assiniboine mit den Cree, mit der Absicht, Frieden zu wahren. Beide Stämme lebten daraufhin oft zusammen und gingen in großer Zahl Mischehen ein – wobei die Cree-Gruppen meist versuchten, sich in unmittelbarer Nähe der Handelsstationen anzusiedeln, während die Assiniboine weiterhin ihrer semi-nomadischen Lebensweise nachgingen. Die Assiniboine und Cree (Anfang des 18. Jahrhunderts schlossen sich die west- und südwestwärts gezogenen Plains Ojibwa an) bildeten eine starke Militärallianz, die als Cree-Konföderation oder Iron Confederacy bezeichnet wurde – sie selber bezeichneten ihre Allianz als Nehiyaw-Pwat (in Cree: Nehiyaw – ‚Cree‘ und Pwat oder Pwat-sak – ‚Sioux (Feinde)‘). Bereits im 17. Jahrhundert berichteten die europäischen Händler und Reisenden, dass die Assiniboine Cree als Zweitsprache nutzen. Viele Cree-Gruppen sprachen ebenfalls Assiniboine.

### Zwischenhändler im Pelzhandel und Expansion auf die Plains
Die Cree-Konföderation ermöglichte es den verbündeten Stämmen ab 1680 ein umfangreiches Kanu-Handelssystem aufzubauen: Entlang des Lake Winnipeg und des Nelson River, Rainy Lake, Lake of the Woods, Winnipeg River und Lake Winnipeg nordostwärts bis zur York Factory an der Hudson Bay sowie als alleinige Zwischenhändler zwischen Engländern und Franzosen und den Stämmen im Westen (Blackfoot, Gros Ventre, Sarcee), im Norden (Chipewyan, Dogrib) und im Süden (Hidatsa, Mandan). Ohne die Cree und Assiniboine, die die Kontrolle über die einzigen Transportwege, die mit den sogenannten Pelzhandelskanus befahrenen Flüsse und Seen, innehatten, hätte es den Pelzhandel in dieser Form nie gegeben. Gleichzeitig gestattete ihnen die bessere Waffenausrüstung die Expansion nach Westen, Süden und Norden, wobei sie militärisch gegen die Chipewyan im Norden und die Dakota im Süden (1670–1700) vorgingen. Für die Sioux (Dakota, Nakota, Lakota) gehörten die Assiniboine nunmehr nicht mehr zu den Oceti Sakowin (‚Das Feuer der sieben Stämme‘, ‚Die sieben Ratsfeuer‘) – sie waren für sie nur noch Feinde, die sie als Hohe (‚Rebellen‘) bezeichneten.
Die Assiniboine und Cree etablierten somit ein Monopol im Handel zwischen den Plains-Stämmen (Blackfoot, Sarcee, Gros Ventre, Absarokee u. a.) und Plateau-Stämmen (Flathead, Kutenai, Sekani, Secwepemc) im Westen, den Missouri River-Stämmen (Mandan, Hidatsa und Arikaree) im Süden und den Stämmen im Norden (Chipewyan, Daneẕaa, Slavey, Yellowknife, Dogrib). Die Assiniboine und Cree boten den Stämmen zu erhöhten Preisen (die Gewinnspannen waren enorm) englische und französische Güter (besonders Gewehre, Munition, Metallwaren, Messer, Ahlen, Äxte, Tomahawks, Kessel, Tabak und Alkohol) im Tausch gegen Feldfrüchte, den hochgeschätzten Leder- und Federarbeiten der Mandan, bemalten Bisonroben, gegerbten und mit Pelzen und Federn verzierten Wildlederhäuten sowie bemalten Federn und ab ca. 1740 auch gegen Pferde. Die Assiniboine und Cree handelten nun ihrerseits diese Güter, zusammen mit den von ihnen während des Jahres erlegten Biber-, Mink-, Luchs- und Otter-Pelzen sowie Bisamfelle.
Die Assiniboine und Cree (nun oft als Westliche Cree oder Plains Cree bezeichnet) zogen auf der Suche nach neuen Jagdgründen zur Versorgung der europäischen Händler mit Pelzen sowie um den ab 1720 nun ebenfalls mit französischen Waffen ausgestatteten Dakota auszuweichen, west- und nordwärts, wobei sie den Flussläufen des Saskatchewan, Red River of the North, Assiniboine und Qu’Appelle River folgten und verbündeten sich mit den Blackfoot, Sarcee und Gros Ventre. Mit ihnen bildeten sie eine Handels- und Militärallianz im Kampf gegen die Chipewyan, Nördlichen und Östlichen Shoshone, Arapaho und Sioux. Da die Blackfoot und Gros Ventre in ihrem Kampf gegen die pferdereichen und mächtigen Shoshone entlang des South Saskatchewan Gewehre und Munition benötigten, waren sie von den Cree und Assiniboine abhängig, die als einzige direkten Zugang zu den Handelsstationen der Franzosen und Engländer hatten, und es etablierte sich bis gegen Ende des 18. Jahrhunderts eine friedliche Koexistenz in den Plains und Parklands. Die Assiniboine spalteten sich durch die West- und Nordwestwanderung in zwei große Gruppen – in die weiterhin in den Seen- und Waldgebieten des borealen Schildes nördlich des North sowie Saskatchewan River lebenden Woodland Assiniboine (‚Nördliche Assiniboine‘) und in die südlich in den Aspen Parklands, zwischen North Saskatchewan und Red River of the North, bis in die kanadisch-amerikanischen nordwestlichen Plains im Norden Montanas und North Dakotas, lebenden Plains Assiniboine (‚Südliche Assiniboine‘).
1744 trennten sich die Assiniboine erneut, da manche westliche Gruppen der Woodland Assiniboine (‚Nördliche Assiniboine‘) tiefer in die Rocky Mountains und in die Prärieprovinzen nördlich und westlich der Assiniboine zogen. Zusammen mit ebenfalls nach Nordwesten gewanderten Gruppen der Lakota bildeten sie nun eine eigenständige Gruppe, die als Stoney oder Mountain / Rocky Assiniboine bezeichnet wurde und streiften vom Süden British Columbias bis ins nördliche Montana. Obwohl die Stoney mit den Assiniboine verwandt, aber nicht identisch sind, bestehen sprachlich zwar große Ähnlichkeiten, die Dialekte können aber trotzdem nur mit Mühe gegenseitig verstanden werden. Die Assiniboine nannten die nach Westen gezogenen Gruppen der Stoney Te’ha Nakota (‚Far Away Assiniboine‘ – ‚Weit weg lebende Assiniboine‘).
Die Südlichen Assiniboine (oder ‚Plains Assiniboine‘), Plains Cree und Plains Ojibwa entwickelten sich durch das Vordringen nach Westen und Südwesten langsam von ehemals per Kanu und zu Fuß reisenden Waldland-Indianern zu Plains-Indianern (wobei lediglich die Südlichen Assiniboine wirklich zu den Plains-Völkern zu rechnen sind, da die Cree und Ojibwa weiterhin meist in der Nähe der Handelsposten der Engländer, Franzosen und Amerikaner siedelten und nur zur Jagd auf die Plains zogen). Obwohl die neuen Stammesgebiete der nordwestlichen Plains und Aspen Parklands weniger reich an Kleinwild (Biber, Bisamratten) sowie Fischen und Vögeln waren als die Wälder und Seen im Osten, bot sich den Stämmen doch bedeutend mehr Großwild (Antilopen, Wapiti, Weißwedelhirsche, Maultierhirsche) und besonders Bisons als Nahrungsgrundlage.
Ab 1740 waren die westlich und südwestlich lebenden Blackfoot, Absarokee und Gros Ventre die größten Pferdehändler in der Region. Das Pferd (ein Import der Europäer) breitete sich wildlebend (Mustang (Pferd)) sowie über Handel und Raubzüge von Süden kommend aus und erreichte den Norden gegen Mitte des 18. Jahrhunderts. 1754 berichtete Anthony Henday zuerst, dass Assiniboine Pferde zum Transport von Gütern benutzten – aber noch nicht als Reittiere. 1766 berichtete jedoch William Pink bereits über eine große Gruppe von Assiniboine am Zusammenfluss des North und South Saskatchewan, die so viele Pferde besaßen, dass sie teilweise begannen, das Kanu als Transport- und Fortbewegungsmittel aufzugeben. 1776 waren laut dem Bericht von Alexander Henry (dem Älteren 1739–1824) die westlichen Gruppen der Plains Assiniboine für ihre großen Pferdeherden bekannt. Die Plains Assiniboine im östlichen Saskatchewan und südlichen Manitoba bezogen ihre Pferde durch ihre bereits zuvor etablierten Handelsbeziehungen zu den Stämmen im Missouri River Valley, den Mandan und Hidatsa (wobei besonders die Hidatsa als Pferdehändler in Erscheinung traten, da die pferdereichen Absarokee im Westen einst zu den Hidatsa gehörten). Die Plains Assiniboine in Alberta und im westlichen Saskatchewan bekamen ihre Pferde von den Blackfoot und Gros Ventre.
Zwischen 1730 und 1740 erreichten die ersten französischen Händler die Dörfer der Mandan und Hidatsa und begannen (verstärkt nach der Errichtung von Fort Souris und Brandon House an der Mündung des Souris River in den Assiniboine River) und mit diesen direkt zu handeln, was die Assiniboine und ihre Verbündeten in ihrer Stellung als Zwischenhändler auf den Plains in Frage stellte. Die Mandan und Hidatsa tauschten Wolfsfelle und Fuchsfelle, Biberpelze, Bisonhäute, Fleisch, Mais, Hunde sowie kriegsgefangene indianische Frauen gegen Gewehre, Munition, Pulver, Tabak, Äxte, Messer, Ahlen, Meißel und sog. Luxusartikel, wie billige Perlen und Glaskugeln. Hunde waren besonders im Winter in den angrenzenden nördlichen Wäldern und Rocky Mountains als Transporttiere nützlich und zudem in der Haltung billiger als Pferde.
Die französischen Händler oder Voyageurs und Waldläufer (franz.: Coureurs des bois) kauften die jungen indianischen Frauen und nahmen sie als Gefährtin und zugleich als Fürsprecherin im Kontakt mit benachbarten Stämmen oder deren eigenem Stamm. Aus diesen Verbindungen bildeten sich die verschiedenen Gruppen der Métis (neben französischer auch englischer und schottischer Beteiligung) und bildeten alsbald unabhängige Ethnien, die ab ca. 1800 eine wichtige Rolle im Pelzhandel und insbesondere in der Versorgung der Forts und Handelsposten mit Nahrungsmitteln (etwa Pemmikan), als auch deren militärischer Sicherung gegen feindliche indianische Stämme übernahmen. Wichtige Persönlichkeiten sowie manch berühmte Häuptlingsfamilien der Nehiyaw-Pwat waren im eigentlichen Sinne keine Indianer, sondern gehörten den Métis an. Von nun an häuften sich die Überfälle der Assiniboine und Cree auf die Mandan und Hidatsa, um an Pferde zu gelangen und Frauen zu rauben – sowie den Handel mit den Europäern so stark wie möglich zu stören und zu hintertreiben.

### Zusammenbruch der Allianz mit den Blackfoot und Konkurrenz auf den Plains
Die Auseinandersetzungen begannen mit dem Ende des Siebenjährigen Krieges in Nordamerika (1754–1763) als letztem Franzosen- und Indianerkrieg zu eskalieren, als die frankokanadische North West Company und anglokanadische Hudson’s Bay Company begannen, Handelsposten westwärts entlang des Red River Valley, des Assiniboine River sowie des Saskatchewan River zu errichten. 1774 wurde Cumberland House am Unteren Saskatchewan River, 1777 Hudson’s House und 1795 Edmonton House am North Saskatchewan River und 1799 Rocky Mountain House und Acton House am Zusammenfluss des Clearwater River und North Saskatchewan River gegründet – diese neuen Posten befanden sich entweder am östlichen Rand oder mitten im Gebiet der Blackfoot und Gros Ventre.
Die Pocken-Epidemie von 1780 bis 1781 dezimierte und schwächte die Stämme am Oberen Missouri und auf den kanadischen Plains sehr. Besonders die Shoshone, Mandan und Hidatsa sowie Gruppen der Südlichen Assiniboine hatten darunter zu leiden. Die Shoshone wurden so sehr geschwächt, dass sie den (mit Cree- und Assiniboine-Gewehren bewaffneten) Gros Ventre und Blackfoot nach Westen und Südwesten ausweichen mussten und endgültig die Plains verlassen und nunmehr nur noch in den Bergausläufern am Rande der Ebenen leben mussten. Die Mandan und Hidatsa verloren ihrerseits über die Hälfte ihrer Bevölkerung von zusammen ca. 11.500 Menschen – zudem führten ständige Attacken der nun ebenfalls berittenen Lakota (Teton-Sioux) zu Mangelernährung unter den Stämmen, da die Mandan und Hidatsa es bald nicht mehr wagten, ihre Felder zu bestellen und auf die Jagd zu gehen. Die Mandan flohen daraufhin aus ihrem alten Stammesgebiet am Zusammenfluss des Heart River und Missouri River (heutiges Bismarck) und zogen den Missouri flussaufwärts, um sich den Hidatsa anzuschließen, die entlang des Knife River lebten.
Die Pocken-Epidemie schwächte auch die Nehiyaw-Pwat sehr – ganze Gruppen der Südlichen Assiniboine wurden ausgelöscht und mussten sich neu organisieren und stabilisieren. Die Plains Cree (von denen Schätzungen nach vielleicht die Hälfte der Seuche erlagen) konnten zwar zusammen mit den Plains Ojibwa das Machtgleichgewicht, das durch die Vernichtung großer Teile der südlichen Gruppen der Plains Assiniboine bedroht war, wiederherstellen – doch die Assiniboine, deren Population sich zwar teilweise erholte, konnten ihre alte Machtstellung nie wiederherstellen. Die Pocken-Epidemie hatte aber den europäischen Händlern klargemacht, dass sie, im Angesicht der augenblicklichen Schwäche der Nehiyaw-Pwat, direkten Kontakt zu den weiter westwärts lebenden Plains- und Plateau-Stämmen aufnehmen (und hierfür die Blackfoot-Konföderation als Partner gewinnen) mussten.
Durch die vermehrten Handelskontakte kam es immer wieder zu schweren Epidemien unter den Stämmen, die oft auf Jahre hinaus den Pelzhandel zusammenbrechen ließen. 1835 sollte sich eine entlang des Athabasca und Peace River ausbrechende Grippe-Epidemie als mindestens ebenso katastrophal auswirken, der viele Wood Stoney, Woodland Assiniboine und Woodland Cree im Norden zum Opfer fielen. 1838 folgte eine ebenso heftige Epidemie, so dass die Zahl der Plains Cree wohl um fünf Sechstel (wenn nicht mehr) zurückging. Um 1780 gab es gemäß Schätzungen zwischen 6.000 und 10.000 Assiniboine, zwischen 1836 und 1839 starben rund 4.000 Stammesangehörige (zwischen der Hälfte und zwei Drittel) an den Pocken.

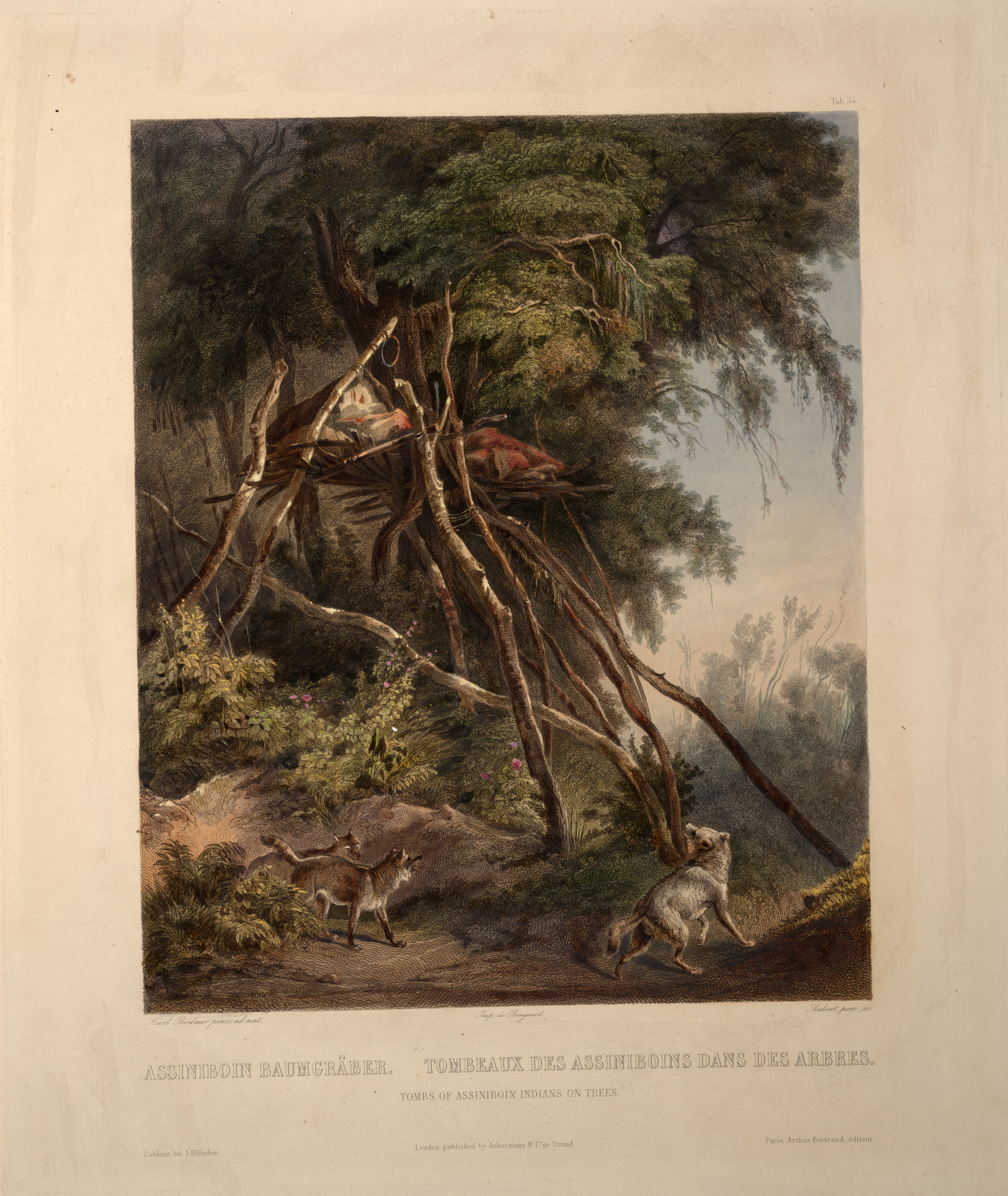
Bestattung der Assiniboine auf Bäumen oder Holzgerüsten zum Schutz vor wilden Tieren, ca. 1840/43

Die Cree und Assiniboine hatten durch die Errichtung der Handelsposten im Gebiet der Blackfoot und Gros Ventre ihre Position als Zwischenhändler verloren – diese Stämme waren nun nicht mehr darauf angewiesen, ihnen Pferde, Pelze und Bisonfleisch im Tausch zu den durch den Zwischenhandel teuren Gütern der Weißen zu geben. Der Prozess der Entfremdung wurde zudem beschleunigt, als die traditionelle Quelle der Cree und Assiniboine für Pferde – die Hidatsa und Mandan im Missouri River Valley, durch Pocken- und Choleraepidemien stark dezimiert – zunehmend versiegte. Sie waren nicht mehr länger in der Lage, Pferde in ausreichender Menge zu liefern sowie die einstigen gemeinsamen Feinde – die Shoshone und Arapaho aus dem Gebiet des South Saskatchewan Rivers – südwärts nach Wyoming und Idaho von den Nordwestlichen Plains zu vertreiben.
Da immer mehr Cree- und Assiniboine-Gruppen westwärts auf die Plains zogen (und ihnen folgend ihre Verbündeten, die nun als Plains Ojibwa oder Saulteaux bezeichneten Gruppen der Ojibwa) und nach 1730 ihre Lebensweise auf das Pferd als Reit-, Jagd- und Transporttier umstellten, wurde die Versorgung mit Pferden um die Jahrhundertmitte zur Existenzfrage. So begann ab den 1770er Jahren eine lange Phase scharfer Konkurrenz, die häufig militärisch eskalierte. Pferdediebstahl war in dieser Phase nicht nur ein Beweis des Mutes, sondern oftmals ein verzweifelter Beitrag zum Überleben, denn viele ethnische Gruppen konkurrierten um die Jagd in den Graslandschaften. Besonders die Assiniboine erwarben sich bald einen Ruf als exzellente Pferdediebe. Doch die Kriege (ca. 1770 – ca. 1800) hatten für die Nehiyaw-Pwat auch einen Nachteil – ihre einstigen indianischen Bezugsquellen für Pferde (Blackfoot, Gros Ventre, Mandan, Hidatsa) waren zu ihren Feinden geworden – und die Assiniboine galten bald (trotz ihres Rufes als erfolgreiche Pferdediebe) als der pferdeärmste Stamm auf den Nördlichen Plains.
Daher knüpften die Cree und Assiniboine Kontakte mit den Flathead und verbündeten sich mit den Absarokee (engl. Crow genannt) im heutigen Montana, die zu Anfang Pferde von Spaniern bezogen hatten, aber auch verwilderte Pferde einfingen und bald selbst züchteten. Da aber diese beiden Stämme bereits erbitterte Feinde der Blackfoot waren, zerbrach die Cree-Assiniboine-Blackfoot-Allianz und es kam zu erbitterten Kämpfen. Bereits Anfang des 18. Jahrhunderts hatten die Cree, vermittelt durch die Mountain Stoney, mit den Secwepemc (engl. Shuswap) und Kutenai Frieden geschlossen und sie in das große Netzwerk der Nehiyaw-Pwat eingegliedert. Die besser bewaffneten Cree und Assiniboine schlugen die Gros Ventre und östlichen Blackfoot-Gruppen in den 1780er und 1790er Jahren mehrmals. Besonders stark hatten die pferdereichen Gros Ventre unter den Raub- und Kriegszügen der Cree und Assiniboine zu leiden, da sie ihre Wohngebiete entlang der Saskatchewan River Forks (dem Zusammenfluss von North und South Saskatchewan River) hatten und als erste den mit Gewehren bewaffneten Angriffen standhalten mussten. Als Vergeltung für die Versorgung ihrer Feinde mit Waffen griffen die Gros Ventre 1793 die Niederlassung der Hudson’s Bay Company in South Branch House am South Saskatchewan River nahe der heutigen Stadt St. Louis an und brannten sie nieder. Anschließend zog der Stamm südwärts an den Milk River in Montana und verband sich noch enger mit den ebenfalls nach Südwesten ausgewichenen Blackfoot. Das Gebiet zwischen dem North Saskatchewan River und Battle River (der Name leitet sich von den Krieg zwischen den beiden Gruppen her) wurde zur Grenze der nun beiden verfeindeten Stammes-Allianzen.
Zwischen 1790 und 1850 befanden sich die Cree (Plains Cree und Woodland Cree) sowie die mit ihnen verbündeten Assiniboine, Stoney, Plains Ojibwa (auch als Saulteaux bekannt) und Métis auf dem Höhepunkt ihrer Macht – sie konnten erfolgreich ihre Gebiete gegenüber den Sioux (Lakota, Nakota und Dakota) und der Konföderation der Blackfoot (Siksika, Piegan, Kainai, Inuk’sik, Gros Ventre, Sarcee) behaupten. Hierbei drangen sie immer weiter ins Territorium der Blackfoot-Konföderation vor, so dass sich die Piegan gezwungen sahen, in die Region des Missouri River auszuweichen. Die Kainai (in Cree: Miko-Ew -‘die mit Blut befleckten’, d. h. die ‘Blutrünstigen, Grausamen’, daher im engl. oft als Blood bezeichnet) zogen sich bis zum Bow River und Belly River zurück. Einzig die Siksika konnten ihre Gebiete entlang ded Red Deer River verteidigen. Gegen 1870 zerbrach das Bündnis mit den Blackfoot und die Gros Ventre mussten bei ihren einstigen Feinden, den Südlichen Assiniboine, Schutz suchen.
Das Ausweichen der Blackfoot und Gros Ventre nach Südwesten und Süden ermöglichte es großen Gruppen der Plains Assiniboine nach Süden zu ziehen – dies war bemerkenswert, da bisher die Assiniboine und Cree jeweils nach Norden und Westen gezogen waren. Fast zwei Drittel der Südlichen Assiniboine hatten den Red River of the North und Assiniboine River verlassen und streiften nun westwärts bis zu den Cypress Hills im Süden der kanadischen Provinzen Saskatchewan und Alberta und den Little Rocky Mountains (auch Little Rockies genannt) sowie südwärts entlang des Missouri River bis zum Musselshell River, dann über die Plains bis zur Mündung des Powder River in den Yellowstone River, ostwärts entlang des nördlichen Ufers des Yellowstone bis zu dessen Mündung in den Missouri. Wichtige Jagdgründe bildeten nun die Flusstäler des Milk River, Poplar River und Souris River (auch Mouse River genannt) im Osten. Die übrigen Plains Assiniboine verblieben im Nordwesten und durchstreiften besonders die Parklands zwischen South Saskatchewan und Battle River in westlichen Saskatchewan.

## Cree-Konföderation (Nehiyaw-Pwat)
Während ihrer Expansion nach Westen, Nordwesten und Südwesten heirateten die verschiedenen Cree-, Assiniboine-, Stoney- und Ojibwa-Gruppen der Nehiyaw-Pwat oft untereinander oder gingen Allianzen ein, die durch Familienbande gestärkt wurden – so dass fast jede Gruppe der Iron Confederacy ethnisch und sprachlich gemischter Herkunft war. Viele Gruppen waren nur noch nominell (dem Namen nach) Nakoda (‘Assiniboine’ – ‘Stoney’), Cree oder Ojibwa (oft als Saulteaux bezeichnet, daher von den Cree Soto genannt), da sie von Außenstehenden oft ethnisch und politisch nicht voneinander zu unterscheiden waren.
So wurden die Wadopahnatonwan der Assiniboine von den Amerikanern in Fort Union am Oberen Missouri als Nakoda (sprich Assiniboine) identifiziert, zugleich im kanadischen Fort Edmonton (früher ‘Edmonton House’) als Cree und später südliche Splittergruppen wiederum als Chippewa (sprich Ojibwa) bezeichnet. Zudem identifizierten sich mehrere Gruppen der Assiniboine später als Cree und übernahmen die Cree-Sprache als Muttersprache, so z. B. die später als Calling River / Qu'Appelle Cree (Kitopwe Sipi Wi Iniwak) bezeichneten Gruppen. Besonders sind hier die Sahiyaiyeskabi (‘Cree-Sprecher’) der Assiniboine genannt, die besser als Cree-Assiniboine / Young Dogs (Nehiyaw-Pwat, Nēhiyawi-pwātak) bekannt sind und heute allgemein zu den ‘Downstream People’ der Cree gezählt werden. Kompliziert wurde die Angelegenheit zudem hierdurch, dass sich einzelne regionale Unterstämme einer Großgruppe oft als ‘Cree’, ‘Nakoda’ oder ‘Soto’ bezeichneten, da sich die Mehrheit ihrer Lokalgruppen als zu je diesen Gruppen nominell zugehörig fühlten. So gab es z. B. die ethnisch und sprachlich gemischte Großgruppe der Asini Wachi Wi Iniwak (‘Volk, das entlang der Berge lebt’), die wiederum regionale Unterstämme umfasste, die sich primär als Cree (Asini Wachi Nehiyawak – ‘Cree, die entlang der Berge leben’, die Assiniboine nannten sie Sahiya Ye Xa Yabine – ‘Cree, die in den Bergen wohnen’) oder primär als Assiniboine- und Stoney (Ye Xa Yabine oder Hebina Assiniboine – ‘Berg-Volk’, die Cree nannten sie Asini Pwat-sak – ‘Berg-Assiniboine’) begriffen.
Die Cree (‘Nehiyaw’) und Assiniboine (‘Pwat-sak’) repräsentierten die Mehrheit, gefolgt von den Ojibwa (‘Soto’) sowie kleineren Gruppen benachbarter Stämme (Chipewyan, Daneẕaa (Dunneza, Tza Tinne, veraltet Beaver), Kutenai, Flathead, Secwepemc) sowie indianischen Händlern im Nordwesten, die sich ethnisch zu den Irokesen zählten. Generell waren die südlich auf den Plains lebenden Gruppen tendenziell überwiegend nominell Nakoda, die östlichen und südöstlichen Gruppen nominell Soto und die nördlichen sowie nordwestlichen Gruppen nominell Cree. Diese Bezeichnungen sagten meist wenig über die ethnische und sprachliche Identität und Herkunft der so bezeichneten Gruppen aus – es gab sogar (besonders im Nordwesten und später im Südosten) Gruppen der Nakoda und Soto, die ursprünglich Secwepemc, Kutenai, Daneẕaa oder gar Métis waren.

## Sozio-politische Organisation
Die zwei großen regionalen Stammesgruppen der Nakoda Oyadebi oder Assiniboine, waren historisch in bis zu 40 separate Bands oder Dagugichiyabi aufgeteilt, von denen jede durch einen eigenen Häuptling bzw. Hųgá / Hunga und einen diesen beratenden Stammesrat – den sog. Hungabi (‚Little Chiefs‘ – „kleine Häuptlinge“) geführt wurde. Daneben gab es auch noch den Kriegshäuptling oder įtą́cą, der die Krieger im Krieg anführte. Die einzelnen Bands wiederum unterteilten sich nochmals in mehrere Lokalgruppen bzw. Tiʾóšpaye, die sich aus einer bzw. mehreren Großfamilien zusammensetzten. Die kleinste organisatorische Einheit bildete die Kernfamilie bzw. Tiwáhe, die meist ein Tipi bzw. wiʾį́kceya tíbi / įkcéwąga oder zwei benachbarte Tipis bewohnte.
Diese semi-nomadischen bzw. nomadischen Bands verlegten oft ihre Lager, um die jahreszeitlich verschiedenen tierischen sowie pflanzlichen Ressourcen in ihrem Stammesgebiet am besten nutzen zu können, hierbei waren insbesondere bei der Bisonjagd auf den Plains oftmals große Jagdverbände unterwegs, die auch mehrere Bands umfassen konnten. Vor der Einführung des Pferds im 18. Jahrhundert wanderten sie zu Fuß und benutzten von Hunden gezogene Travois. Alle Arbeiten im Zusammenhang mit den Tipis einschließlich Auf- und Abbau wurden allein von Frauen erledigt. Als besondere Kühnheit im Krieg wurde das Erbeuten von Skalps und Pferden und das Berühren des Feindes im Kampf angesehen (Counting Coup). Die Anführer von Kriegszügen bekamen ihre Weisungen in Visionen oder Träumen. Trotz ihres kriegerischen Auftretens gegenüber benachbarten feindlichen Stämmen waren die Assiniboine (sowie die verbündeten Cree und Ojibwe) gegenüber ihren Handelspartnern, den weißen Händlern in den Handelsstationen oder entlang der Flüsse, zumeist äußerst freundlich gesinnt. Als jedoch diese begannen, auch Handelsposten im Gebiet ihrer traditionellen Feinde zu errichten und diese ebenfalls mit Waffen zu versorgen, schlug dieses Verhältnis schnell in Misstrauen und oftmals offener Feindschaft um, da die Assiniboine ihre Stellung als Mittelsmänner im Handel auf den Plains und entlang der Flüsse in den Wäldern nicht verlieren wollten. Die wichtigste religiöse Zeremonie waren der Sonnentanz und der Medizinhüttentanz.

## Bands der Assiniboine
- Aegitina (‘Camp Moves to the Kill’)
- Bizebina, Bízebina[19] (‘Gopher People’ – „Volk der Erdhörnchen“)
- Cepahubi (‘Large Organs’)
- Canhdada, Cantidada, Cąȟtáda („Lumpiges, schäbiges Volk“, lebten entlang des North Saskatchewan River im Gebiet von Battleford (Ogíciza Wakpá) und North Battleford – den sog. beiden Battlefords –  als Nachbarn der Waziyamwincasta Band, dieses Gebiet war zwischen der Cree-Assiniboine-Konföderation und der Blackfoot-Konföderation hart umkämpft. Die blutige Grenze der beiden Stammesallianzen verlief entlang des Battle River, der bei Battleford in den North Saskatchewan River mündet[20] politisch einst Teil der Upstream People der Plains Cree – heute als sog. Battleford Stoneys Teil der Mosquito, Grizzly Bear's Head, Lean Man First Nations)
- Canhewincasta, Cą́ȟe wįcášta, Chan He Winchasta („Volk im Gebiet von Wood Mountain“, lebten rund um das heutige Dorf Wood Mountain, das nach dem gleichnamigen nahe gelegenen Berg Wood Mountain (Cą́ȟe) benannt ist, sowie den im Südosten sich anschließenden Big Muddy Badlands im Süden von Saskatchewan und Norden von Montana, waren enge Verbündete der Insaombi (Cypress Hills Assiniboine) Band in deren Gebiet sie ihre Winterlager hatten, die Bands unter Häuptling Manitupotis (auch Wankanto – Little Soldier) und Hunkajuka (Hum-ja-jin-sin, Inihan Kinyen – Little Chief) – zusammen ca. 300 Menschen – darunter ca. 50 Krieger – wurden am 1. Juni 1873 Opfer des Cypress Hills Massakers, in dem ca. 25 bis 30 Assiniboine von amerikanischen „Wolfers“ (professionellen Wolfjägern) getötet wurden, um den Diebstahl von Pferden durch Cree in Montana zu rächen, dieses Massaker führte zur Einführung der North West Mounted Police (NWMP), dem Vorläufer der heutigen Royal Canadian Mounted Police (RCMP), einst politisch Teil der Downstream People der Plains Cree, enge Verbündete der Cree-Assiniboine / Young Dogs – heute Carry The Kettle Nakoda First Nation)
- Canknuhabi (‘Ones That Carry Their Wood’ – „Jene, die ihr BrennHolz tragen“, auch Cątų́wąbi - ‘Forest Villagers, Wood Villagers’ – „Jene, die in den Wäldern leben“)
- Cantonga, Chan Tonga Nakoda, auch Swampy Ground Assiniboine, Grand River Assiniboine („Volk der großen Wälder“, die Cree nannten sie ebenfalls Saka Pwat-sak („Waldland Assiniboine“)[21], die Bezeichnungen als „Assiniboine des Sumpflandes“ oder „Assiniboine entlang des/der großen Flusses/Flüsse“ spiegeln die landschaftliche Vielfalt ihres Stammesgebiets wider, das durch Wälder, Sümpfe sowie große Flüsse geprägt war, handelten zusammen mit den verbündeten (und verwandten) Beaver Hills Cree beim HBC-Handelsposten Fort Edmonton (auch: Edmonton House oder Fort-des-Prairies)[22] am North Saskatchewan River in Zentral Alberta, siedelten zusammen mit Cree rund um den Beaverhill Lake (Cree: amisk-wa-chi-sakhahigan; Assiniboine: Chaba Imne, beides: „Beaver Lake“) sowie in den Beaver Hills (Cree: Amiskwaciy, Assiniboine: Chaba He(i), beides: „Beaver Hills“), einem bevorzugten Bisonjagdgebiet der Cree und Assiniboine, entwickelten ab Mitte des 18. Jahrhunderts eine separate Identität als Wood Stoney; politisch einst Teil der Beaver Hills Cree der Upstream People der Plains Cree – heute Alexis Nakota Sioux Nation und Paul First Nation)
- Hebina, Ye Xa Yabine, auch Strong Wood Assiniboine, Thickwood Assiniboine („Volk der Felsengebirge, d. h. der Rocky Mountains“[23], hatten sich Mitte des 18. Jahrhunderts in die Wälder sowie in die Rocky Mountains (In-yan-he-Tonga, į́yąȟetąga – „Große Berge“) nach Westen und Nordwesten zurückgezogen, entwickelten hierbei eine separate Identität als Mountain Stoney; einst politisch Teil der Rocky / Mountain Cree der Plains Cree – heute Stoney Nakoda First Nation (Wesley First Nation, Chiniki First Nation, Bearspaw First Nation), einige als Teil der Fort Belknap Indian Community, manche auch Teil der nicht anerkannten Aseniwuche Winewak Nation)
- Hen atonwaabina („Volk der Little Rocky Mountains“, lebten in den Little Rocky Mountains (oder Little Rockies) (į́yąȟe widána, į́yąȟewida; heute: į́yąȟejusina) und den angrenzenden Plains-Gebieten im Nordosten von Montana; einst politisch Teil der Downstream People der Plains Cree, eng verbündet mit den Cree-Assiniboine / Young Dogs – heute Fort Belknap Indian Community)
- Hudesabina, Húdešana, Hudesanak („Volk des roten Bodens/der roten Erde“ oder „Volk der roten Wurzel“, spalteten sich 1844 von den Wadopabina ab; wanderten zwischen dem Porcupine Creek und dem Milk River (Asą́bi wakpá, Wakpá jukʾána) im Norden Montanas; heute Fort Peck Assiniboine & Sioux Tribes)[24]
- Huhumasmibi, Huhumasmlbi (‘Bone Cleaners’ – „Jene, die die Knochen reinigen“, vermutlich eine herablassende Bezeichnung anderer Bands für diese, da sie Knochen vom Fleisch reinigten, um nicht zu verhungern)
- Huhuganebabi (‘Bone Chippers’ – „Jene, die die Knochen abschlagen, splittern“ bzw. „Knochenhacker“, ebenfalls vermutlich ein Spitzname, da sie wahrscheinlich die Knochen aufhackten, um an das nahrhafte Knochenmark zu gelangen)
- Indogahwincasta („Östliches Volk“)
- Inninaonbi, Ini'na u'mbi („Schweigsames, stilles Volk“)
- Insaombi, įšná ųbísʾa, Icna'umbisa, auch Cypress Hills Assiniboine („Jene, die allein unter sich bleiben“, lebten in den Cypress Hills (wazíȟe) und den angrenzenden Plains-Gebieten im Süden von Saskatchewan, enge Verbündete der Canhewincasta Band, die oftmals in den Cypress Hills ihre Winterlager hatten; heute Carry the Kettle Nakoda First Nation)[25]
- Inyantonwanbina, Iyethkabi, Îyârhe Nakodabi, auch Mountain Village Band (‘Stone / Rock People’, ‘Mountain People’ – „Volk der Felsen / Steine, d. h. der Rocky Mountains“, hatten sich Ende des 17. Jahrhunderts tief in die Rocky Mountains (In-yan-he-Tonga, į́yąȟetąga – „Große Berge“) nach Westen und Nordwesten zurückgezogen, entwickelten hierbei eine separate Identität als Stoney (į́yąȟe wįcášta); heute Fort Peck Assiniboine & Sioux Tribes)
- Mekesu Assiniboine, auch Eagle Hills Assiniboine, Eagle Creek Assiniboine (abgel. von den Cree-Wörtern Mikisew Wachi für die Eagle Hills am North Saskatchewan River sowie von Mikisew für den Eagle Creek, einem Nebenfluss des Saskatchewan,  oder Mekesu („Adler“), alle Bezeichnungen weisen auf das große Vorkommen von Adlern in ihrem Stammesgebiet hin, in historischen Quellen oftmals auch Migichihilinious genannt, lebten westlich des heutigen Battleford, zwischen dem North Saskatchewan River im Norden und dem Devil’s Pine Lake und Red Deer River im Süden, ab 1755 gesellten sich die Mekesu Assiniboine neben den verbündeten Western Swampy Cree / Lowland (Half-Homeguard) Cree als Händler in York Factory an der Mündung des Hayes River in die Hudson Bay, entwickelten ab Mitte des 18. Jahrhunderts eine separate Identität als Wood Stoney, einst politisch Teil der Beaver Hills Cree sowie enge Verbündete der River Cree der Upstream People der Plains Cree – heute Alexis Nakota Sioux Nation)[26]
- Minisose Swnkeebi, Miníšoše Sunkcebi („Missouri River Dog Band“, streiften zwischen dem Milk River und dem Poplar River bis zum Missouri River (Miníšoše oder Mini-Shoshu – „Schlammiges Wasser“)[27] im Grenzgebiet von Montana, Alberta und Saskatchewan; heute Fort Peck Assiniboine & Sioux Tribes)
- Minisatonwanbi, Miníšatonwanbi („Volk entlang des roten Wassers“, lebten entlang des Red River of the North im Gebiet rund um die heutige Stadt Winnipeg bis ans Südufer des Lake Winnipeg und Lake Manitoba im Süden von Manitoba)
- Osnibi, Osníbina („Volk aus der Kälte“, ursprünglich vermutlich eine Band der Woodland Assiniboine in Kanada, die später in den Cypress Hills und im Gebiet rund um Wood Mountain (Cą́ȟe) im Süden Saskatchewans streifte, nach dem Cypress Hills Massaker von 1873 suchten sie Schutz südlich der US-kanadischen Grenze (Changu Wakan – „mystische/heilige Straße“, manchmal auch als: “Medicine Line” wiedergegeben)[28]; heute Fort Peck Assiniboine & Sioux Tribes, haben enge familiäre Kontakte mit den Bands der heutigen Carry The Kettle Nakoda First Nation)[29]
- Ptegabina, Psamnéwi, PwSymAWock („Volk des Sumpflandes“)
- Sahiyaiyeskabi, šahíya iyéskabina (Cree-Sprecher, von den Cree als Nehiyaw-Pwat oder Nēhiyawi-pwātak (Cree-Assiniboine) bezeichnet, sind sie daher heute meist als Cree-Assiniboine / Young Dogs bekannt; umfassten mehrere Bands größtenteils aus Cree und Assiniboine der House Cree und der River Cree der Upstream People sowie der Calling River / Qu'Appelle Cree der Downstream People der Plains Cree sowie später vermehrt Plains Ojibwe (Salteaux), die alle gemeinsam in ethnisch gemischten Bands bzw. Camps lebten und die Cree-Sprache übernommen hatten[30], waren als große Pferdediebe und Krieger bekannt, da sie sich von den Handelsposten fernhielten und wenig Interesse am Handel zeigten, galten sie der Hudson Bay Company als faule, nutzlose Indianer sowie als Unruhestifter, als die bereits stark dezimierten Bisonherden sich immer weiter westwärts ins Stammesgebiet der feindlichen Blackfoot-Konföderation und der Absarokee zurückzogen, überzeugte der Schamane und mächtige Häuptling Piapot (Payipwat) (maȟpíya owáde hókši – Lightning In The Sky Boy)[31] die Cree-Assiniboine und mehrere verbündete Plains Cree und Plains Ojibwe (Salteaux) Bands nach Westen zu ziehen, und sich die Region zwischen den Cypress Hills im Norden und dem Milk River im Süden[32] mit Gewalt anzueignen, um weiterhin von der Bisonjagd leben zu können, dies führte bis 1881 zu immer brutaleren intertribalen Kämpfen; einst politisch Teil der Downstream People der Plains Cree – heute Little Black Bear First Nation sowie der Cree-Assiniboine / Young Dogs der Plains Cree – heute Piapot First Nation und Fort Peck Assiniboine & Sioux Tribes)
- Sihabi, Sihábi, auch Foot Assiniboine („zu Fuß gehendes Volk“, lebten ursprünglich im Seengebiet entlang des Qu'Apelle River südwärts bis zum Missouri River, ihre Stammesgebiete überlappten teilweise mit denen der Wadopabina Band im Süden, zogen später westwärts und nordwärts in die Wälder und die Nördlichen Plains entlang des Battle River und North Saskatchewan River in Zentral-Alberta, handelten getrocknetes Fleisch, Felle und Tierfette bei Paint Creek House und später Edmonton House mit der HBC, hatten wenige Pferde, nutzten daher Hunde-Travois und waren berüchtigte Pferdediebe, entwickelten hier eine separate Identität als Wood Stoney, andere streiften zwischen dem Red Deer River im Süden nordwärts bis zum Pigeon Lake sowie auf den Kootenay Plains und wurden als Chipos Ostikwan's Nakoda bezeichnet (später die Sharphead's band), die zu den Mountain Stoney zählen; einst politisch Teil der Beaver Hills Cree der Upstream People der Plains Cree – heute Alexis Nakota Sioux Nation und Paul First Nation sowie einst Teil der Rocky / Mountain Cree der Plains Cree – heute Wesley First Nation der Stoney Nakoda First Nation)
- Snugabi (‘Contrary People’ – „Volk, das die Dinge umgekehrt, entgegengesetzt macht“)
- Sunkcebi, šųkcébina („Dog Penis Band“; heute White Bear First Nation, einige Carry the Cattle Nakoda First Nation)
- Tanidabi, Tanį́debina, Tanin'tabin („Volk der Büffelhüfte“, vermutlich eine Anspielung auf die großen Büffelherden in ihrem Stammesgebiet)
- Tokanbi, Toką́kna, Tokaribi („fremdartiges, seltsames Volk“)
- Tanzinapebina, Taminapebina („Jene, die scharfe Messer besitzen“)
- Unskaha („Wanderer“)
- Wadopabina, Wadópana, auch Canoe Assiniboine, Paddling Assiniboine („Kanadier-Paddler“, „Jene, die mit dem Kanadier reisen“, von den Cree daher als Pimiskau Wi Iniwak („paddelnde Assiniboine“) bezeichnet, nutzten die Flüsse im Norden North Dakotas vom White Earth River (mąkáska wakpá, wį́są wakpá) im Westen über den Souris River (in den USA als Mouse River bezeichnet) ostwärts bis zum Pembina River sowie nordwärts nach Kanada beiderseits des Assiniboine Rivers (hóhe wákpa – „Fluß der Rebellen, d. h. der Assiniboine“); heute Fort Peck Assiniboine & Sioux Tribes)
- Wadopahnatonwan, Wadópaȟna Tųwą, Wado Pahanda Tonwan („Kanadier-Paddler, die auf den Plains leben“, spalteten sich von den Wadopabina ab, um auf den Aspen Parklands und Nördlichen Plains zwischen dem Missouri River (miníšoše), oberhalb des Yellowstone River (ȟeȟága wakpá, įǧų́ǧa wakpá, į́yąǧi wákpa), im Norden Montanas, nordwärts über die Oberläufe des Souris und Qu'Apelle River bis zum Saskatchewan River und dem Quellgebiet des Assiniboine Rivers (hóhe wákpa) im Süden und Westen von Saskatchewan zu ziehen, von den europäischen Händlern oft als Watopachnato – Big Devils („Große Teufel“) bezeichnet – da sie als geschickte Händler und Pferdediebe als auch als Krieger gefürchtet waren, später auch als Gauche's Band bekannt – nach dem ebenfalls als „Gauche“ bezeichneten bedeutenden Häuptling Tchatka/Caht ka ("Left Hand", "He who holds the knife"); auf Grund der ständigen Heiraten innerhalb der Iron Confederacy waren die meisten Bands ethnisch gemischter Herkunft – zudem konnten die Assiniboine meist auch Cree – so dass die Wadopahnatonwan von den Amerikanern in Fort Union am Oberen Missouri als Nakoda / Assiniboine identifiziert, zugleich im kanadischen Fort Edmonton (früher ‘Edmonton House’) als Plains Cree sowie später in den USA weitere südliche Splittergruppen wiederum als Plains Ojibwe (Salteaux) / Chippewa bezeichnet wurden; heute Fort Peck Assiniboine & Sioux Tribes sowie Fort Belknap Indian Community)
- Waką́hežabina oder Little Girls Band (von den Franzosen als Gens des Feuilles bezeichnet, lebten entlang des Souris River (in den USA als Mouse River bezeichnet) und in den Moose Hills im Grenzgebiet von Saskatchewan, Manitoba und North Dakota, später zogen manche südwärts bis zum White River in South Dakota; heute Fort Peck Assiniboine & Sioux Tribes)
- Wasinazinyabi, Waci'azi hyabin (‘Fat Smokers’)
- Waziyamwincasta, Wazíyam Wįcášta, Waziya Winchasta, Wiyóhąbąm Nakóda  („Volk aus dem Norden“, lebten einst im Gebiet der beiden Battlefords (Battleford und North Battleford) beiderseits des North Saskatchewan River im Westen von Saskatchewan, zogen später als sog. Strongwood Assiniboine und Swampy Ground Assiniboine Bands weiter westwärts auf die Plains bis ins östliche Alberta entlang des Battle River (der umkämpften Grenze zur Blackfoot-Konföderation) im Süden, über den Vermilion River bis nordwärts zum North Saskatchewan River, einst politisch Teil der Parklands Cree der Upstream People der Plains Cree – heute als sog. Battleford Stoneys im Mosquito#109 der Mosquito, Grizzly Bear's Head, Lean Man First Nations ansässig, ein Teil von ihnen übersiedelte ab 1839 in die USA und sind heute Teil der Fort Belknap Indian Community)
- Wiciyabina  oder Wichiyabina  („Jene, die zum Tanz gehen“, daher oftmals als Wįcį́jana  – „Girl Band“ genannt, lebten zwischen den Oberläufen des Qu'Appelle,[33] Souris und Assiniboine River, zwischen 1837 und 1838 verloren ca. 95 % der Wiciyabina durch eine Pocken-Epidemie, die im Pelzhandelsposten Fort Union am Missouri River an der Grenze zu North Dakota/Montana ausbrach, ihr Leben, die Überlebenden schlossen sich mit anderen stark dezimierten Assiniboine Bands den Hudesabina an; politisch einst Teil der Calling River / Qu'Appelle Cree der Downstream People der Plains Cree – heute Fort Peck Assiniboine & Sioux Tribes)[34]
- Wokpanbi, Wókpąnbi (‘Meat Bag’ – „Fleischbeutel“)[35]

## Häuptlinge und Anführer der Assiniboine
- Wi-jún-jon (besser bekannt als Pigeon's Egg Head oder Azana / Azan-zan-na (auch Ah-jon-na bzw. Ah-jon-jon-na - "[In] The Light"),[27] ca. * 1796; † 1872, war ein Häuptling der Assiniboine. Er ist meist bekannt durch ein Gemälde von George Catlin, das zeigt, was geschah, nachdem er nach einer Reise nach Washington im Jahr 1832 sich in die dominierende weiße Kultur assimilierte. Er erzählte den Plains Assiniboine von seiner Reise und der Macht und Anzahl der Amerikaner und warnte die Häuptlinge der Plains Assiniboine vor militärischen Widerstand gegen die Amerikaner, wurde zuerst von manchen Assiniboine verachtet, jedoch waren seine Erzählungen sowie die langen Erfahrungen mit Briten und Franzosen zuvor wahrscheinlich der Grund, warum die Plains Assiniboine nie Krieg gegen die USA führten.)[36]
- White Dog (Kriegshäuptling der Wadopabina (Canoe Paddling Assiniboine) Band, in den 1870er besuchte Sitting Bull (Tȟatȟáŋka Íyotake) ("Sich setzender Bulle"), Häuptling und Medizinmann der Húŋkpapȟa Band der Lakota (Teton Sioux), die Plains Assiniboine um sie zu überzeugen, sich am Krieg gegen die Amerikaner zu beteiligen - jedoch vergeblich.)
- Matówįtko (auch: Mah-To-Wit-Ko, Crazy Bear, Foolish Bear oder Ours Fou, ca. * 1785; † 1856 an Pocken), Häuptling der Waką́hežabina (Little Girls) Band, von den Franzosen als Gens des Feuilles bezeichnet, er bekam seinen Namen, der etwa "[Furchtlos wie ein ] verrückter Bär" bedeutet, als er das Lager gegen feindliche Gros Ventre (ȟaȟátųwą) wie ein "Bär" verteidigte. Seine Assiniboine Band sowie weitere Plains Assiniboine, Plains Cree und Plains Ojibwa handelten ihre Pelze bei Fort Union Trading Post National Historic Site der American Fur Company an der North Dakota-Montana-Grenze, dort trafen jedoch oftmals mehrere sich feindlich gesonnenen Stämme aufeinander (Blackfoot-Konföderation, Lakota, Crow, Hidatsa, Mandan, Arikara sowie die Cree-Assiniboine), so dass es oft zu kriegerischen Konflikten vor dem Fort zwischen den rivalisierend Stämmen kam (da die mächtigen Blackfoot ein Tabu gegen die Biberjagd hatten, bekämpften sie alle Pelzjäger sowie die in ihr Territorium eindringenden Cree-Assiniboine auf der Suche nach Biberpelzen). Zusammen mit dem Assiniboine-Häuptling Toga Giya (Chief First to Fly) wagte er sich ins feindliche Lakota-Territorium um den Vertrag von Fort Laramie 1851 zu unterzeichnen; hierin wurde den versammelten Stämmen ihre Landrechte garantiert, diese mussten im Gegenzug untereinander Frieden schließen und die Errichtung von Handelsposten und Militärstützpunkten auf ihren Territorien sowie den Durchzug von Siedlern zulassen.
- Togágihe Gįyą́ (meist Toga Giya, besser bekannt als Chief First to Fly, später auch Wetsit, war Sohn des bekannten Assiniboine Häuptlings Ayaxba ("He Wets His Arrow"), begleitete Häuptling Matówįtko/Mah-To-Wit-Ko zu den Verhandlungen beim Vertrag von Fort Laramie 1851.)
- Tokténąga ("Kills the Enemy", besser bekannt als Chief Nosy)
- Hústaga ("dünn, dürr, mager" oder Wįcá Hústaga ("schlanker, magerer Mann"), im Englischen meist Wich-A-Wost-Taka / Wica Hostaka - Lean Man oder Poor Man, Häuptling der nach ihm benannten Lean Man Band der Battleford Stoneys der Cree-Assiniboines, heute Grizzly Bear's Head, Lean Man First Nations)
- Céǧa Kʾína ("Carry the Kettle", Bruder von Häuptling Miskotakikotena ("The Man Who Took the Coat"), nach dessen Tod folgte er ihm als Häuptling der nach ihm benannten heutigen Carry the Kettle Nakoda First Nation nach)
- Capų́ga ("Mosquito", auch Misketo, sein Plains Cree-Name lautete Sakimayopwat bzw. Sukeman, Häuptling der nach ihm benannten Mosquito Band der Battleford Stoneys der Cree-Assiniboines, heute Grizzly Bear's Head, Lean Man First Nations)
- Hunkajuka (auch: Hum-ja-jin-sin, Inihan Kinyen – "Little Chief", identisch mit Manitupotis (auch: Wankanto – "Little Soldier"), Häuptling der Cą́ȟe wįcášta Band oder der Insaombi (auch Cypress Hills Assiniboine) Band, wurde Opfer des Cypress Hills Massakers von 1873 und fand dort zusammen mit mehreren Kriegern den Tod, heute Carry the Kettle Nakoda First Nation)
- Hųgá jusína (auch: Hųgájukʾana - "Little Chief", Häuptling der später als Grizzly Bear's Head Band der Battleford Stoneys der Cree-Assiniboines, heute Grizzly Bear's Head, Lean Man First Nations)
- Maȟpíya Owáde Hókši ("Lightning In The Sky Boy", Assiniboine-Name für Payipwat/Piapot (Plains Cree-Name: „Jener, der die Geheimnisse (Mysterien) der Sioux kennt“), einflussreichster Häuptling der gefürchteten und kriegerischen Cree-Assiniboine (Young Dogs) Band der Plains Cree, die seitens der Assiniboine als Ṧahíya Iyéskabina ("Cree-Sprecher") bezeichnet wurde. Payipwat/Piapot hatte zudem großem Einfluss auf benachbarte Assiniboine Bands, Downstream People Cree, südliche Bands der Upstream People Cree sowie Plains Ojibwa (Saulteaux), * 1816 im heutigen südlichen Grenzgebiet Manitoba-Saskatchewan, als Kind von Sioux gekidnappt, befreiten ihn ca. 1830 Plains Cree, wurde ein bedeutender Schamane und führender Häuptling der Cree-Assiniboine (Young Dogs) Band, überzeugte diese zusammen mit anderen Plains Cree Bands nach Westen in die Cypress Hills zu expandieren, einem letzten Rückzugsgebiet für Bisongruppen, da es ein umkämpftes Grenzgebiet zwischen Sioux, Assiniboine, Siksika, Kainai und Cree war. Nach der Nordwest-Rebellion 1885 blieb Payipwat (Piapot) trotz starker Überwachung und Beobachtung bis zu seinem Tod ein bedeutender spiritueller Führer, Ottawa setzte daher Payipwat (Piapot) am 15. April 1902 als Häuptling ab, † April 1908 im Piapot-Reservat, Saskatchewan der heutigen Piapot First Nation)
- Chatka (auch: Caht ka - "Left Hand", auch: "He who holds the knife", von den Europäern meist als Gauche bezeichnet, Häuptling der Wadópaȟna Tųwa Band - die daher auch als "Gauches Band" bezeichnet wurde)
- Miskotakikotena ("The Man Who Took the Coat", älterer Bruder von Céǧa Kʾína ("Carry the Kettle") und Häuptling der nach seinem Bruder benannten Carry the Kettle Nakoda First Nation)
- Minashenayen (Häuptling einer Band der Insaombi (auch Cypress Hills Assiniboine) Band, wurde Opfer des Cypress Hills Massakers von 1873)
- Teepee Hoska ("Long Lodge", Häuptling der Grizzly Bear's Head Band der Battleford Stoneys der Cree-Assiniboines, heute Grizzly Bear's Head, Lean Man First Nations)
- Kees kee tew mus-coo muskwa ("Little Black Bear", Häuptling einer Assiniboine / Cree-Assiniboine (Young Dogs) Band aus den Cypress Hills, unterzeichnete am 15. September 1874 den Vertrag Nr. 4 und zog 1880 mit seiner Band ins Reservat in den File Hills, heute Little Black Bear's First Nation)

## Demographie
Um 1780 gab es gemäß Schätzungen ca. 10.000 Assiniboine; von diesen verloren ca. die Hälfte bis zu zwei Drittel (5.000 bis 7.000) während der Pocken-Epidemie von 1781 bis 1782 ihr Leben. Nach einer kurzen Erholung reduzierte die Masern- und Keuchhustenepidemie von 1819–20 die Bevölkerung erneut um die Hälfte. 1835 starben durch eine Grippeepidemie viele Woodland Assiniboine und Stoney. Nachdem die Dampfschiffe Ende der 1830er Jahre die Pocken in das Gebiet entlang des Upper Missouri gebracht hatten, forderten diese in den Jahren 1836 bis 1839 zum zweiten Mal viele Opfer unter den Plains Assiniboine (schätzungsweise wiederum zwischen 50 % bis zu 60 %). Geschwächt durch die enormen Verluste an Menschenleben, schwindenden Ressourcen (Bisons, Wildtiere etc.), verstärkten intertribalen Kämpfen und wechselnden Allianzen sowie der vorrückenden Frontier, unterzeichneten die Plains Assiniboine 1851 ihren ersten Vertrag mit den Vereinigten Staaten. Nach einer langsamen Erholung trafen 1856–57 und 1869 zwei weitere Pockenepidemien die Assiniboine, bevor die Bevölkerung sich wieder erholte. In den Jahren 1874 bis 1876 schlossen die einst mächtigen Stämme der "Cree-Assiniboine-Konföderation (Nehiyaw-Pwat)" (Assiniboine, Stoney, Plains Cree, Woodland Cree und Ojibwa) - von Pocken und anderen Krankheiten dezimiert - mit der Regierung von Kanada die Numbered Treaties No. 4 und 6, da die fast verschwundenen Büffelherden sie zwangen, eine Alimentation durch den kanadischen Staat zu akzeptieren, um nicht verhungern zu müssen. Dafür mussten sie ihr traditionelles Gebiet in Zentral-Alberta und Saskatchewan aufgeben und sich in Reservate zurückziehen. Gegen 1870 zerbrach das Bündnis der Gros Ventre mit den Blackfoot und diese mussten bei ihren einstigen Feinden - den Südlichen Assiniboine (Plains Assiniboine) - Schutz suchen; insbesondere die sog. "Upper Assiniboine Bands (Northern Assiniboine)" der Plains Assiniboine in Montana verbündeten sich mit den Gros Ventre gegen feindliche Stämme (Blackfoot-Konföderation, Lakota und Westliche Dakota der Sioux) und bekämpften diese weiterhin erbittert. Hingegen hatten sich die "Lower Assiniboine Bands (Southern Assiniboine)" der Plains Assiniboine (aus ähnlichen Gründen) mit ihren vormaligen Feinden, den Yanktonai der Westlichen Dakota, verbündet (und wurden hierdurch von weiteren Sioux-Attacken verschont) und kämpften nun auf Seiten ihrer neuen Verbündeten gegen Gros Ventre und "Upper Assiniboine Bands". Daher wurden die "Upper Assiniboine Bands (Northern Assiniboine)" zusammen mit den Gros Ventre (Atsina) auf der Fort Belknap Reservation angesiedelt und die "Lower Assiniboine Bands (Southern Assiniboine)" zusammen mit Sioux Bands der Sisseton, Wahpeton, Yanktonai und Hunkpapa auf der Fort Peck Indian Reservation.
1907 lebten noch 1.217 Assiniboine in den USA und 873 in Kanada. Im Jahr 2000 gab es laut US Census (Volkszählung) in den USA etwa 4.000 Stammesmitglieder, in Kanada leben ca. 5.000 Assiniboine (1997 D. Parks) in den verschiedenen Reservaten und Siedlungen.

## Sprache

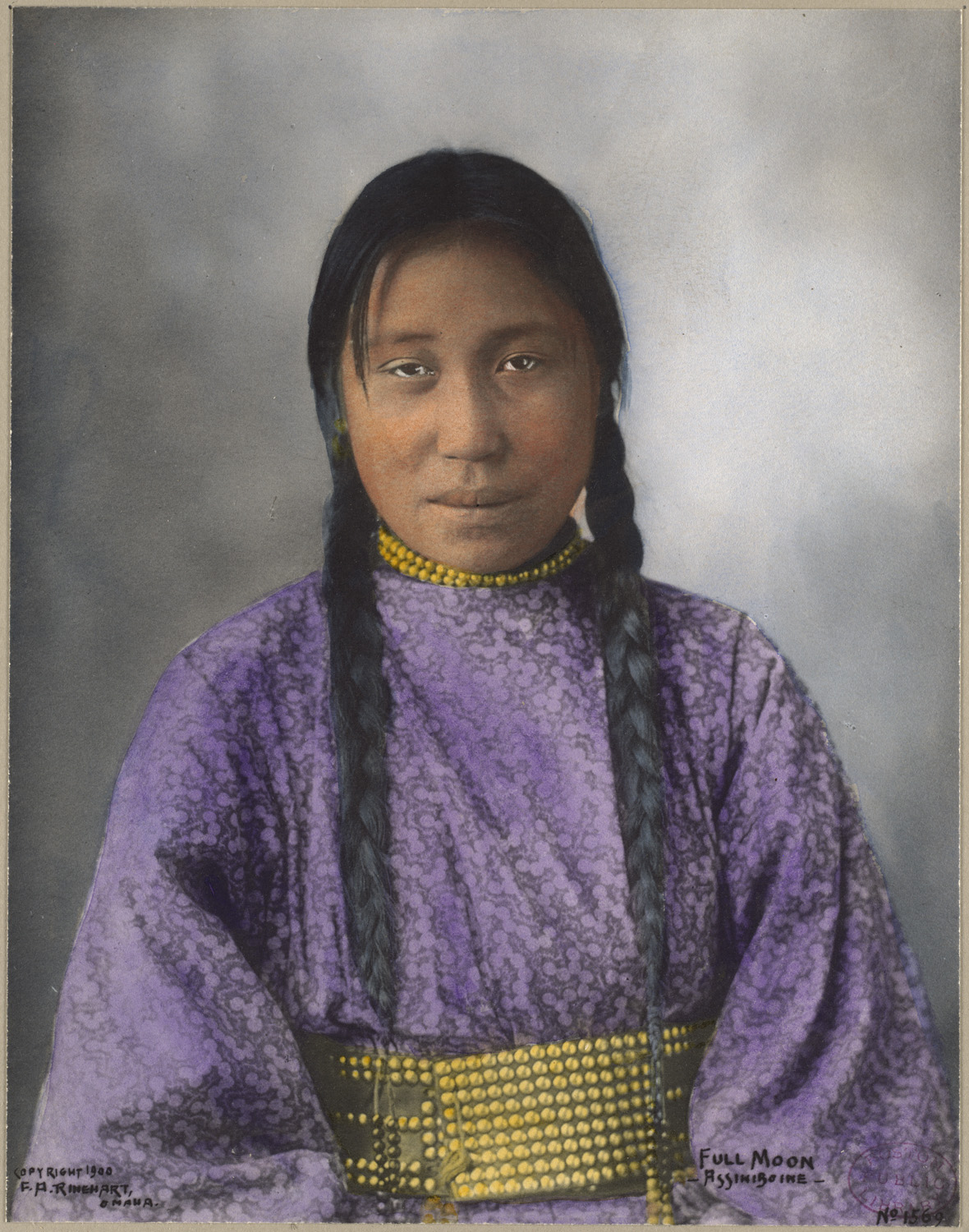
Full Moon, eine Assiniboine-Frau (um 1900)

Die Mehrzahl der Assiniboine spricht heute nur noch American oder Canadian English. Viele Assiniboine beherrschen zudem als Folge ihrer Mitgliedschaft in der "Cree-Assiniboine (Nehiyaw-Pwat)-Konföderation" als Zweitsprache Varianten von Plains und Woodland Cree. Zudem identifizierten sich mehrere Assiniboine Bands später als Cree und übernahmen die Cree-Sprache als Muttersprache, so z. B. die später als Calling River / Qu'Appelle Cree (Kitopwe Sipi Wi Iniwak, Kātēpwēwi-sīpīwiyiniwak) bezeichneten Cree-sprachigen Assiniboine-Gruppen, Touchwood Hills Cree (Pasākanacīwiyiniwak, Pusakawatciwiyiniwak) sowie die besser als Cree-Assiniboine / Young Dogs (Nehiyaw-Pwat, Nēhiyawi-pwātak) bekannten, von den Assiniboine als Sahiyaiyeskabi ("Cree-Sprecher") bezeichneten Gruppen. Auch viele ethnisch gemischte Gruppen der Großgruppe der Asini Wachi Wi Iniwak ("Volk, das entlang der Berge lebt"), die sich ursprünglich als Assiniboine (Ye Xa Yabine oder Hebina Assiniboine – "Berg-Volk") identifizierten, sprechen heute meist Woodland Cree und bezeichnen sich als Cree.
Ihre Sprache (ca. 150 bis 250 Sprecher – die Angaben variieren) – das Assiniboine oder Iyábi bzw. Iʾábi ("Sprache", auch: Nakón Iyábi, Nakóda Iyábi, A'M̆oqazh, Assiniboin, Hohe, Nakota, Nakoda, Nakona, Stoney) – gehört zusammen mit dem sprachlich eng verwandten Stoney (Isga l'abi bzw. Isga Owawabi, auch: Nakota, Nakoda, Isga, früher: Alberta Assiniboine; ca. 3.200 Sprecher) sowie dem Dakota (Dakhótiyapi / Dakȟótiyapi) (auch: Dakhóta Iyá; ca. 290 Sprecher) und Lakota (Lakȟótiyapi / Lakotiyapi) (auch: Lakólʾiya, Lakhota, Teton oder Teton Sioux; ca. 2.100 Sprecher) zur Dakota / Sioux–Assiniboine–Stoney-Untergruppe des "Mississippi Valley Sioux (Mittleres Sioux)". Das "Mississippi Valley Sioux (Mittleres Sioux)" wiederum ist eine der vier geographischen Untergruppen des „Westlichen Sioux (Eigentlichen Sioux)“ der Sioux-Sprachen; die weiteren drei geographischen Untergruppen sind: "Mandan", "Missouri River Sioux (Crow–Hidatsa)" sowie "Ohio Valley Sioux (Südöstliches Sioux)". Auf Grund des großen Stammesgebiets der "Plains Assiniboine" und "Woodland Assiniboine" und der Organisation in mehrere Bands gab es ursprünglich mehrere Dialekte bzw. Varietäten (jedoch ist heute eine Rekonstruktion nicht mehr möglich); da aktuell die meisten Sprecher über 40 Jahre alt sind, ist ihre Sprache akut vom Sprachtod bedroht.
Sowohl die USA als auch Kanada verfolgten verschiedene Arten des Linguizids um die Assimilierung der indianischen Völker zu beschleunigen; während der Indianerkriege (die genozidale Züge hatten) mittels Ausrottung der Sprecher der indigenen Sprache (Genozid), später nach Unterwerfung der Stämme und Umsiedlung in die Reservationen bzw. Reservate mittels repressiver Maßnahmen (Verweigerung der Verwendung indigener Sprachen in Schulen und Massenmedien sowie moralischer und materieller Unterstützung für kulturelle Aufgaben und Sprachpflege), zweifelhafte Berühmtheit haben in diesem Fall in den USA die Boarding Schools sowie in Kanada die Residential Schools erlangt, wo eine institutionalisierte Trennung der Kinder von ihren Eltern erfolgte, um die Weitergabe der Muttersprache und somit die Tradierung der indigenen Kultur zu verhindern.
Diese Schulen lagen außerhalb der Reservate, um den Anpassungsdruck zu erhöhen und die Kinder von ihren Eltern über längere Zeit zu trennen. Die Krankheits- und Sterberaten waren hoch, die psychischen Folgen dieses jahrzehntelang bestehenden Systems sind erst in einem frühen Stadium der Aufarbeitung. Die kanadische Regierung entschuldigte sich 2008 für ihr Schulsystem, 2010 folgten zögerlich die USA.

## Aktuelle Situation
Heute leben die Assiniboine in zwei Reservaten in den USA, die sie sich mit Angehörigen der ehemals feindlichen Gros Ventre und Sioux teilen, sowie in Kanada in verschiedenen Reservaten, wobei es gegenwärtig nur zwei Assiniboine First Nations in Saskatchewan gibt sowie fünf weitere First Nations in Saskatchewan mit großer Assiniboine-Bevölkerung, bei denen diese zusammen mit Cree, Saulteaux sowie einigen Dakota sich gemeinsam Reservate teilen. In ihrem einstigen Streifgebiet in Manitoba gibt es keinerlei Reservate mit Assiniboine. Die heute als Stoney bekannten ehemaligen Bands der Assiniboine leben in fünf größeren Reservaten im Südwesten Albertas, und die ebenfalls in Alberta lebenden Aseniwuche Winewak Nation sind zurzeit von der kanadischen Regierung nicht als First Nation anerkannt.

### Montana, Vereinigte Staaten
- Fort Peck Assiniboine & Sioux Tribes (oder: Húdam Wįcášta, Eigenbezeichnung aller Assiniboine und Sioux der Fort Peck Reservation; die Assiniboine Bands der Hudesabina, Wadopabina, Wadopahnatonwan, Sahiyaiyeskabi, Inyantonwanbina und Fat Horse Band sowie einige Minisose Swnkeebi und Wiciyabina – oftmals auch als „Southern Assiniboine“ bezeichnet[50] – leben zumeist rund um den größten Ort der Reservation, Wolf Point (šųktógeja ipá, šųktógeja oʾípa, šųktógeja bahá), sowie einige zusammen mit den seitens der Assiniboine als įhą́ktuwąna („Sioux von Fort Peck“) bezeichneten Sioux Bands der Sisseton, Wahpeton, Yanktonai und Hunkpapa im Verwaltungssitz Poplar (Cąšúška wakpá, Waȟnéca wakpá) in der Fort Peck Indian Reservation (8.518 km²) im Nordosten Montanas nördlich des Missouri River, 11.786 Stammesmitglieder, hiervon ca. die Hälfte außerhalb der Reservation)[51]
- Fort Belknap Indian Community (die Assiniboine Bands der Hebina (Ye Xa Yabine), Hen atonwaabina, Wadopahnatonwan und Waziyamwincasta – oftmals auch als „Northern Assiniboine“ bezeichnet – leben meist im Norden der Reservation,[52] geprägt durch baumlose Plains und Schwemmböden – etwa die Hälfte der Population lebt hier nahe oder im Verwaltungssitz Fort Belknap Agency oder in der Stadt Harlem (die sich außerhalb der Reservation befindet), weitere kleinere Bands siedelten entlang kleiner Flüsse – so die Cába wakpa wįcašta (Cába wakpà wįcàštA) („Volk am Beaver Creek“) am Beaver Creek und die Miníkada wįcàšta („Volk am Big Warm Creek“) am Big Warm Creek, entlang des Milk River (Asą́bi wakpá, Wakpá jukʾána) im Norden des Reservats siedelten die als Wakpá wįcášta (Wakpá wįcáštA) („Volk entlang des Flusses, d. h. des Milk River“) bekannte Band; die Gros Ventre hingegen siedeln meist im südlichen Teil der Reservation mit hügeligem Grasland, Flusstälern und den Little Rocky Mountains – etwa ein Drittel der Bevölkerung lebt hier rund um die Gemeinden Hays und Lodge Pole, ca. 5.426 Stammesmitglieder – hiervon 505 außerhalb der Reservation – leben in der Fort Belknap Reservation (2.626 km²) im Norden Montanas westlich der Fort Peck Reservation.)[53]

### Saskatchewan, Kanada
- Carry the Kettle Nakoda First Nation (das gleichnamige Reservat Carry the Kettle Nakoda First Nation #76, einschließlich benachbarter Reservate Assiniboine #76, Carry the Kettle #76-18,19,22, Treaty Four Reserve Grounds #77, umfasst ca. 86.491 Acres – 350 km², liegt im Südosten Saskatchewans, 80 km östlich von Regina und 18 km südlich von Sintaluta, von ca. 2.730 registrierten Assiniboine leben im Reservat gerade etwa 873, der Rest außerhalb)[54]
- Mosquito, Grizzly Bear's Head, Lean Man First Nations (auch Battleford Stoneys genannt) (ein Zusammenschluss von drei einst unabhängigen Assiniboine-Cree Bands – der Mosquito Band #109, der Lean Man Band #111 sowie der Grizzly Bear’s Head Band #110 – aus der Region zwischen den Cypress Hills, den Eagle Hills und rund um den beiden Battlefords; Häuptling Misketo (Mosquito) (auch bekannt unter seinem Cree-Namen Sakimayopwat oder Sukeman)[55], Nachfolger von Häuptling Little Chief, unterzeichnete für die Mosquito Band #109 den Anhang zum Vertrag Nr. 6 am 29. August 1878, Häuptling Teepee Hoska (Long Lodge) unterzeichnete 1877 für die Grizzly Bear's Head Band #110 den Vertrag Nr. 4 in den Cypress Hills, nach dem Tod von Teepee Hoska zog 1882 die Band in die Battleford-Region, Häuptling Wich-A-Wost-Taka (Lean Man/Poor Man)[56] unterzeichnete ebenfalls Vertrag Nr. 4 und siedelte ab 1882 ohne Reservatsgrund südlich von Battleford, alle drei Bands nahmen an der Nordwest-Rebellion von 1885 teil, erlitten hierdurch und durch Krankheiten starke Verluste; 1931 schloss sich das letzte überlebende Mitglied der Lean Man Band den Mosquito und Grizzly Bear's Head Bands an, 1951 verschmolzen zudem die Mosquito und Grizzly Bear's Head Bands, seitdem gibt es nur eine Band, jedoch wird die Herkunft aus drei Bans im Namen noch bewahrt, Reservate: Mosquito #109 (ca. 27 km südlich von North Battleford), Cold Eagle, Grizzly Bear’s Head #110 & Lean Man #111, Mosquito Grizzly Bear’s Head Lean Man Tle #1 (ca. 24 km südlich von North Battleford); Hauptsitz und Verwaltung liegen 27 km südlich der Stadt Battleford, ca. 173 km², Population: 1.329, hiervon leben 705 im Reservat)
- White Bear First Nation (Reservate: White Bear #70 und Treaty Four Reserve Grounds #77, die Verwaltung befindet sich 13 km nördlich von Carlyle, die First Nation profitiert von kürzlich auf ihrem Land entdeckten Gas- und Ölvorkommen, 172 km², die heutige First Nation besteht aus Nachfahren der historischen White Bear Band der Cree-Anishinabe (Salteaux) sowie der Prison Drum Band und Striped Blanket Band der Assiniboine[57] sowie einigen Dakota; Population: 2.586, hiervon mit 1.692 Stammesmitgliedern die Mehrheit außerhalb der Reservate)[58]
- Ocean Man First Nation (Reservate: Ocean Man #69, 69A-I, Treaty Four Reserve Grounds #77, Verwaltungssitz ist 19 km nördlich von Stoughton, ca. 41 km², die First Nation besteht aus Assiniboine, Cree und Saulteaux; Population: 507, hiervon leben nur 105 im Reservat)[59]
- Pheasant Rump Nakota Nation (Reservat: Treaty Four Reserve Grounds #77, Verwaltungssitz Kisby, die First Nation besteht aus Assiniboine, Salteaux und Cree, Population: 407, hiervon nur 146 im Reservat)[60]
- Piapot First Nation (benannt nach dem Häuptling der Cree-Assiniboine (Young Dogs) Piapot (Payipwât oder Payepot), Verwaltungssitz: Zehner, Saskatchewan, nordöstlich von Regina, Reservate: Haylands #75A, Last Mountain Lake #80A (geteilt mit weiteren First Nations: den Day Star, George Gordon, Kawacatoose, Muscowpetung, Muskowekwan, Pasqua First Nation #79), Piapot #75, 75E, Piapot Cree First Nation #75F, 75G, 75 H, 75I, 75J, 75K, 75T, Piapot Urban Reserve (in Zehner), Treaty Four Reserve Grounds #77 (teilen sich insgesamt 33 First Nations), Population: 2.306, hiervon leben mit 1.633 Stammesmitgliedern die Mehrheit außerhalb der Reservate)[61]
- Little Black Bear's First Nation (auch: Little Black Bear's Band, benannt nach Kees kee tew mus-coo muskwa (Little Black Bear), Häuptling einer Assiniboine und Cree-Assiniboine (Young Dogs) Band aus den Cypress Hills, unterzeichnete am 15. September 1874 den Vertrag Nr. 4 und zog 1880 mit seiner Band ins Reservat in den File Hills, Verwaltungssitz ist Goodeve, Saskatchewan, Reservate: Little Black Bear #84, 84SC, Treaty 4 Reserve Grounds #77, ca. 80 km², die First Nation bestehend aus Assiniboine, Cree-Assiniboine (Young Dogs), Salteaux, Calling River Cree sowie einigen Dakota Sioux befindet sich ca. 23 nordöstlich von Balcarres und ca. 19 km  östlich von Fort Qu'Appelle, Saskatchewan, Population: 452)[62]

### Alberta, Kanada
- Aseniwuche Winewak Nation (Rocky Mountain People) (engl. Aussprache: ‘As-sun-nee-wuh-chee Wee-nee-wuk’, auch Asini Wachi Wi Iniwak, Asinīskāwiyiniwak – „Berg-Volk“, „Volk das entlang der Rocky Mountains lebt“), die auch als Rocky Cree/Mountain Cree bekannte Gruppe sind Nachfahren westwärts gezogener Woodland Cree, sowie integrierter und sprachlich sowie kulturell assimilierter irokesischer Händler, Daneẕaa, Sekani, der Ye Xa Ya Bine / Hebina Band der Assiniboine, Saulteaux, Secwepemc und Métis, lebten in den südlichen Bergausläufern von Jasper (Jasper’s House) und Edmonton südwärts bis nach Wyoming und vom Red River of the North bis nach Oregon, mussten 1907 wegen der Einrichtung des Jasper-Nationalparks ihr Gebiet verlassen, 2001 schlossen sich sechs indigene Gemeinden rund um Grande Cache, Alberta zur Aseniwuche Winewak Nation zusammen, ca. 400 Stammesmitglieder, heute dominiert die Kultur und Sprache der Woodland Cree[63]